# Martin Drolling

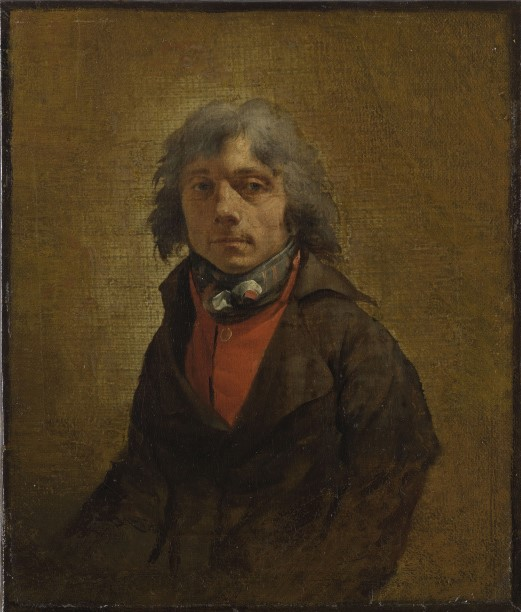
Martin Drolling, porträtiert von Louis-Léopold Boilly um 1800

Martin Drolling, auch Martin Drölling(so auch seine Signatur) (* 19. September 1752 in Oberhergheim bei Colmar; † 16. April 1817 in Paris), war ein französischer Maler.
Martin Drolling begann seine künstlerische Ausbildung 1779 an der École des beaux-arts in Paris. Er schuf überwiegend Genrebilder aus dem bürgerlichen Milieu. Dabei weist sein Stil eine Ähnlichkeit zu den Werken der alten Holländer auf. Drollings Werke dienten als Vorlage für viele Kupferstiche und Lithographien. Seine Kinder Michel-Martin und Louise-Adéone erhielten von ihm ihre erste künstlerische Ausbildung und wurden später ebenfalls Maler. 
Martin Drolling war zunächst 1768 in Straßburg tätig, bevor er bis zu seinem Tod im Jahr 1817 in Paris als Maler tätig war.
Zu Drollings bekanntesten Werken zählt das lebensgroße Porträt seiner Tochter Adéone, welches er zu ihrem 15. Geburtstag anfertigte.

## Werke (Auswahl)

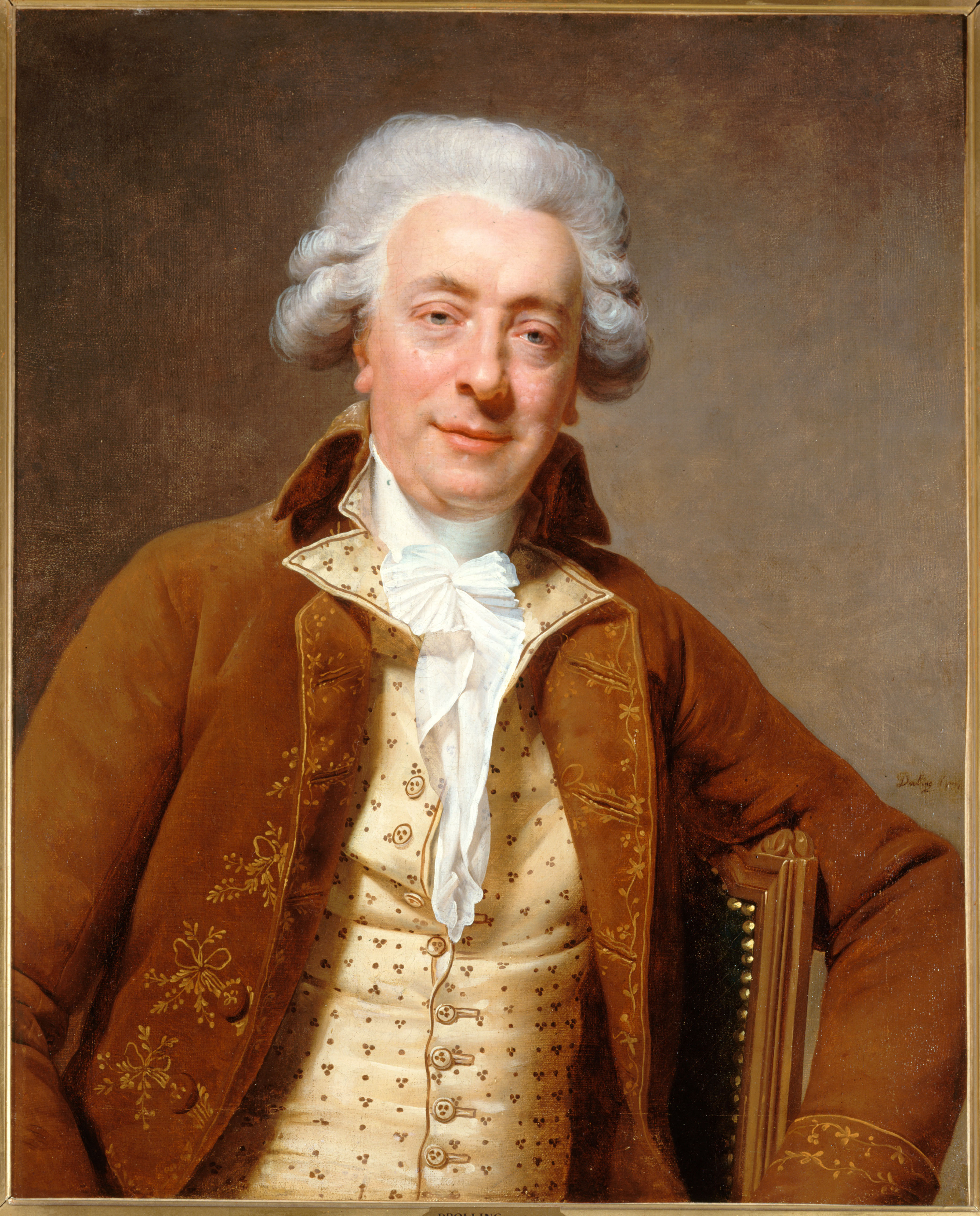
Porträt von Claude Nicolas Ledoux, um 1785, Paris, Musée Carnavalet
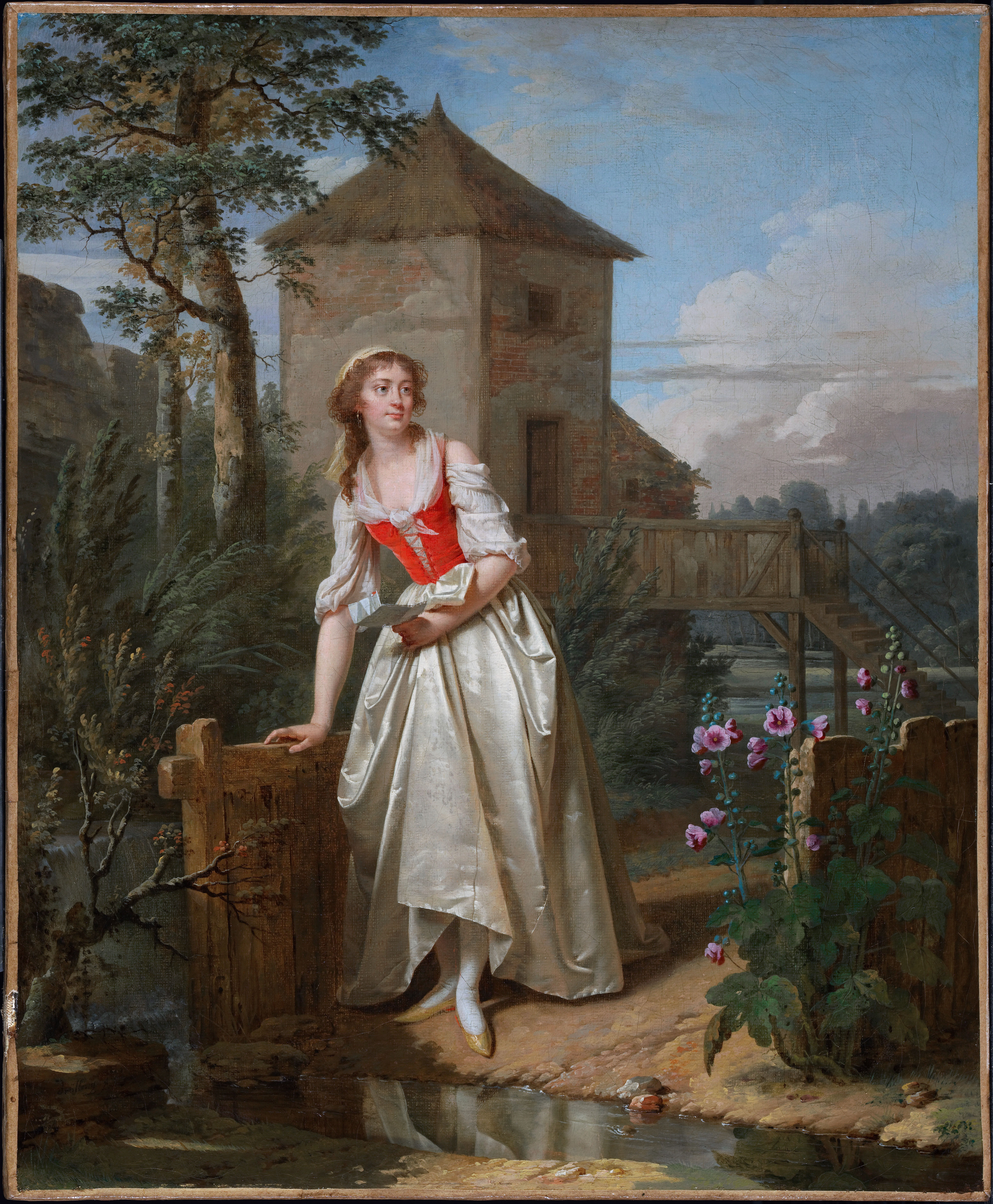
Junge Frau in einem Englischen Garten, um 1795, Sterling and Francine Clark Art Institute, Williamstown
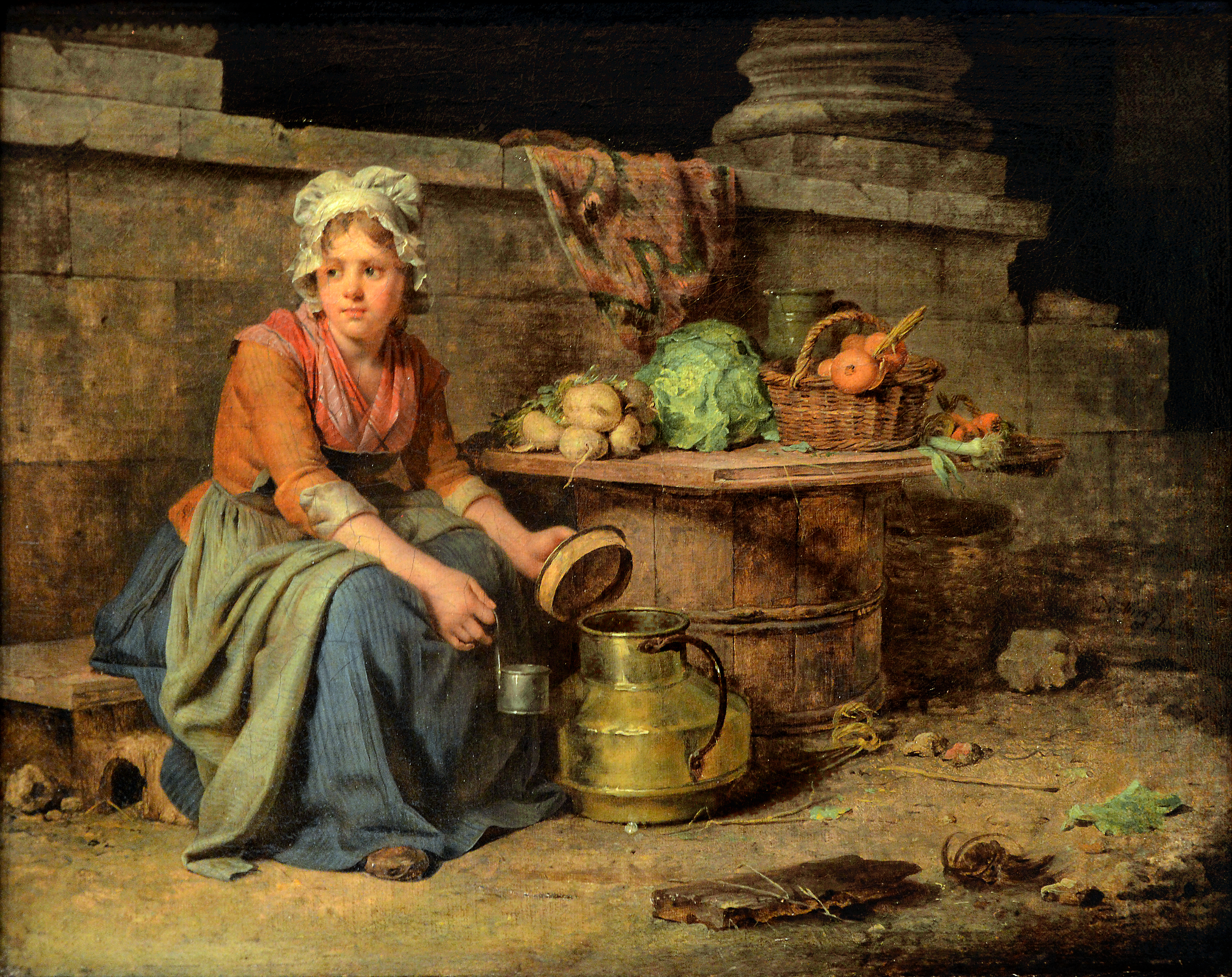
La Petite Laitière, Straßburg, Musée des Beaux-Arts de Strasbourg
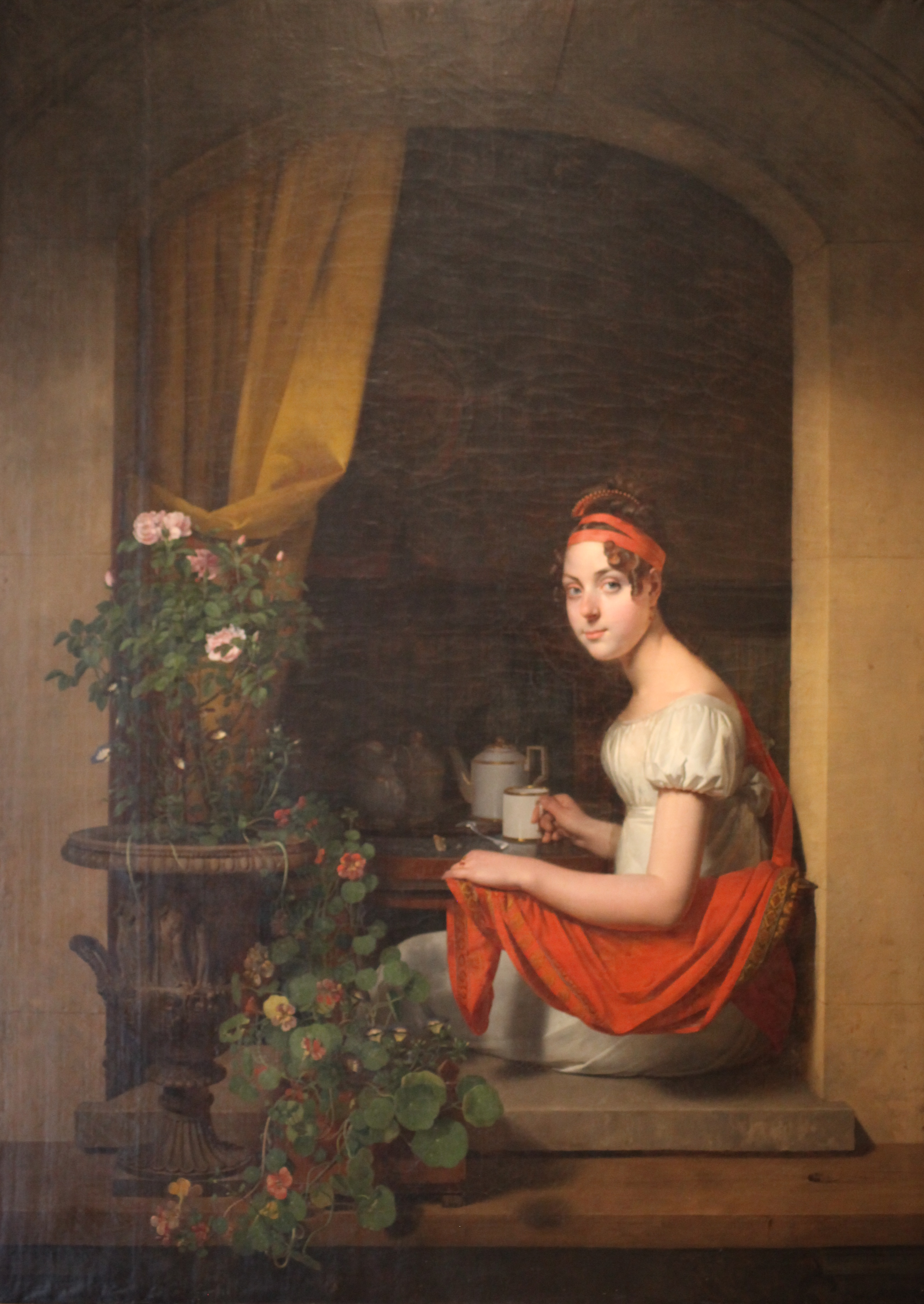
Portrait d’Adéone (Louise-Adéone Drölling), 1812, Straßburg, Musée des Beaux-Arts de Strasbourg
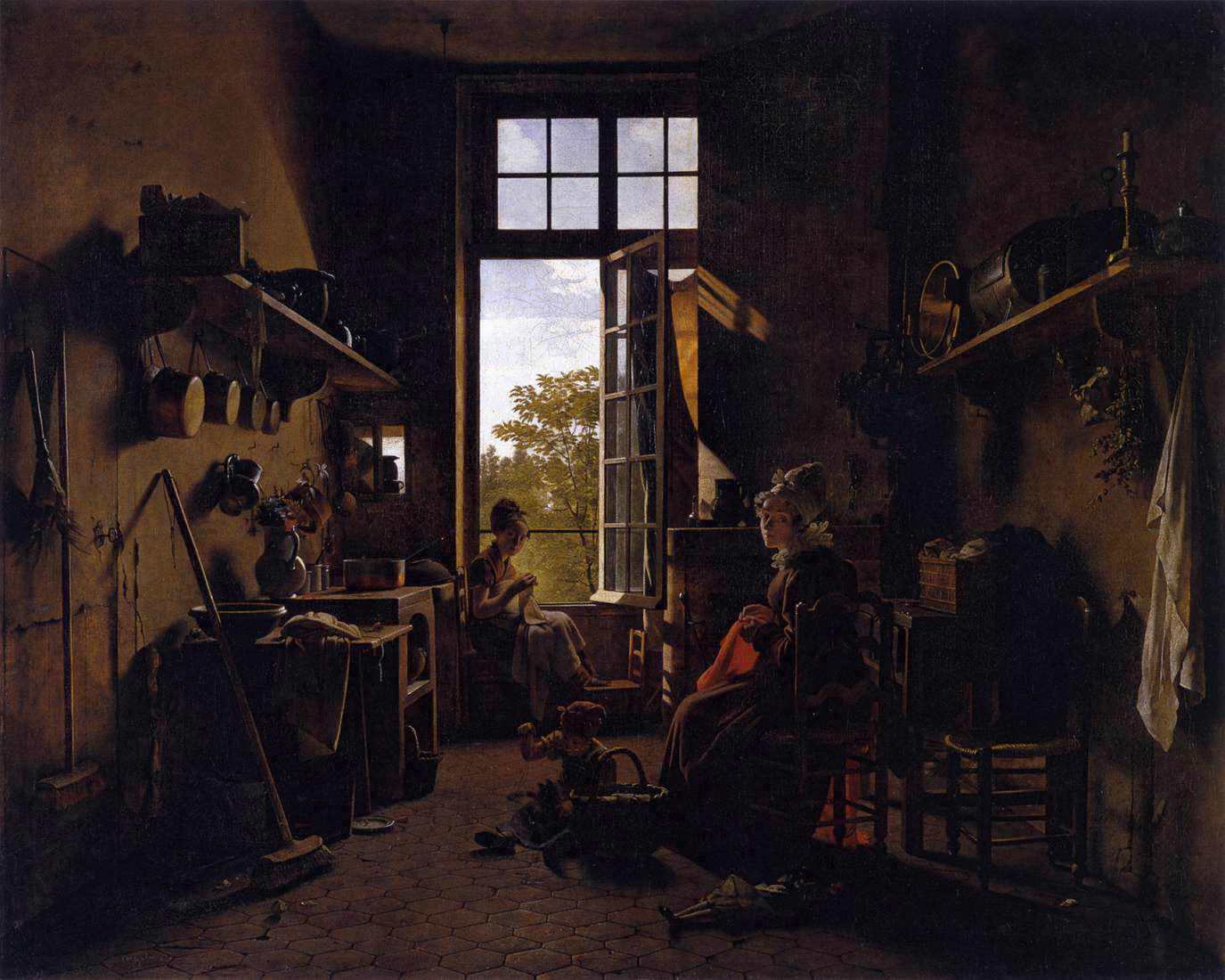
L’Intérieur d’une cuisine, 1815, Paris, Louvre